# زبان اونکی

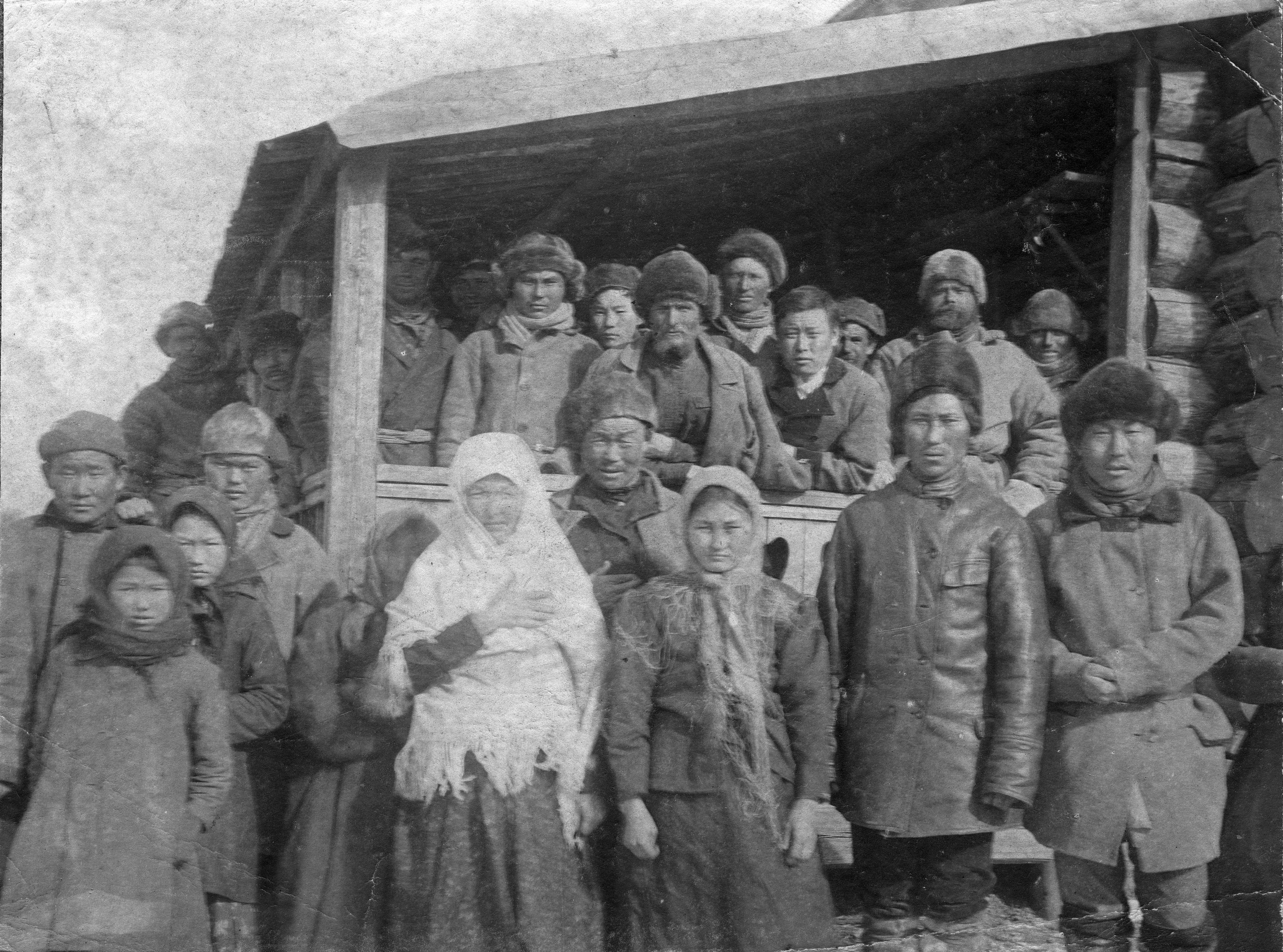
مغولها

زبان اِوِنکی از زبان های تونقوزی است که نزدیک به سی هزار گویشور در کشورهای روسیه، چین، مغولستان دارد.این زبان التصاقی که به الفبای سیریلیک و نیز الفبای لاتین و مغولی نوشته می‌شود تا حد زیادی تحت تاثیر زبان های روسی و چینی قرار داشته است.گویش های متعددی دارد که در کشورهای مختلف بایکدیگر تا حد زیادی متفاوتند.اونکی تا سال ۱۹۳۱ نوشته نمی شد و از سال ۱۹۵۰ دارای ادبیات مکتوب گردید.